# LHX Attack Chopper
LHX Attack Chopper – gra, będąca symulatorem śmigłowca bojowego, stworzona i wydana w 1990 roku na komputery osobiste przez firmę Electronic Arts. Program rozwijany był przez Electronic Arts, kierownictwo nad projektem i kodem sprawował Brent Iverson, znany także ze stworzenia wersji dla systemu PC-DOS gry Chuck Yeager's Air Combat oraz Jane's US Navy Fighters.
Gra została pierwotnie stworzona dla systemu PC-DOS, jednakże później powstały porty na inne platformy m.in. Mega Drive/Genesis.

## Rozgrywka
Grający steruje wojskowym helikopterem, wypełniając misje w okresie zimnej wojny, m.in. w Libii, Wietnamie oraz na terenie Niemiec Wschodnich.

## Odbiór gry
W 1992 magazyn „Computer Gaming World” w przeglądzie gier wojennych przyznał tytułowi dwie i pół gwiazdki na pięć możliwych, uzasadniając to wysokim wskaźnikiem braku realizmu lotu. Innego zdania był Paul Rand – recenzent magazynu „Computer and Video Games”. Stwierdził, że gra jest jednym z najlepszych symulatorów śmigłowców bojowych na rynku i przyznał ocenę 97%.